# Pterophyllum leopoldi
Pterophyllum leopoldi è un pesce d'acqua dolce appartenente alla famiglia Cichlidae.

## Distribuzione e habitat
Questo pesce è al momento segnalato solamente nel Rio Solimoes (tratto brasiliano del Rio delle Amazzoni, a monte della confluenza con il Rio Negro) e nel Rio Rupununi.

## Descrizione
L'aspetto generale di Pterophyllum leopoldi è molto simili alle altre due specie del genere Pterophyllum. Le scaglie sono grandi come in Pterophyllum scalare. La differenza è l'aspetto: nello P. scalare la pinna anale e dorsale tendono a svilupparsi verticalmente, mentre in P. leopoldi a svilupparsi orizzontalmente.

## Alimentazione
Ha dieta onnivora: si nutre di piccoli pesci (specialmente avannotti), vermi, insetti e vegetali.